# Stechow-Ferchesar
Stechow-Ferchesar là một ngôi làng ở quận Havelland, Brandenburg, Đức.